# 岩生厚壳桂
岩生厚壳桂（学名：Cryptocarya calcicola），为樟科厚壳桂属下的一个植物种。